# ニンテンドーWi-Fiネットワークアダプタ

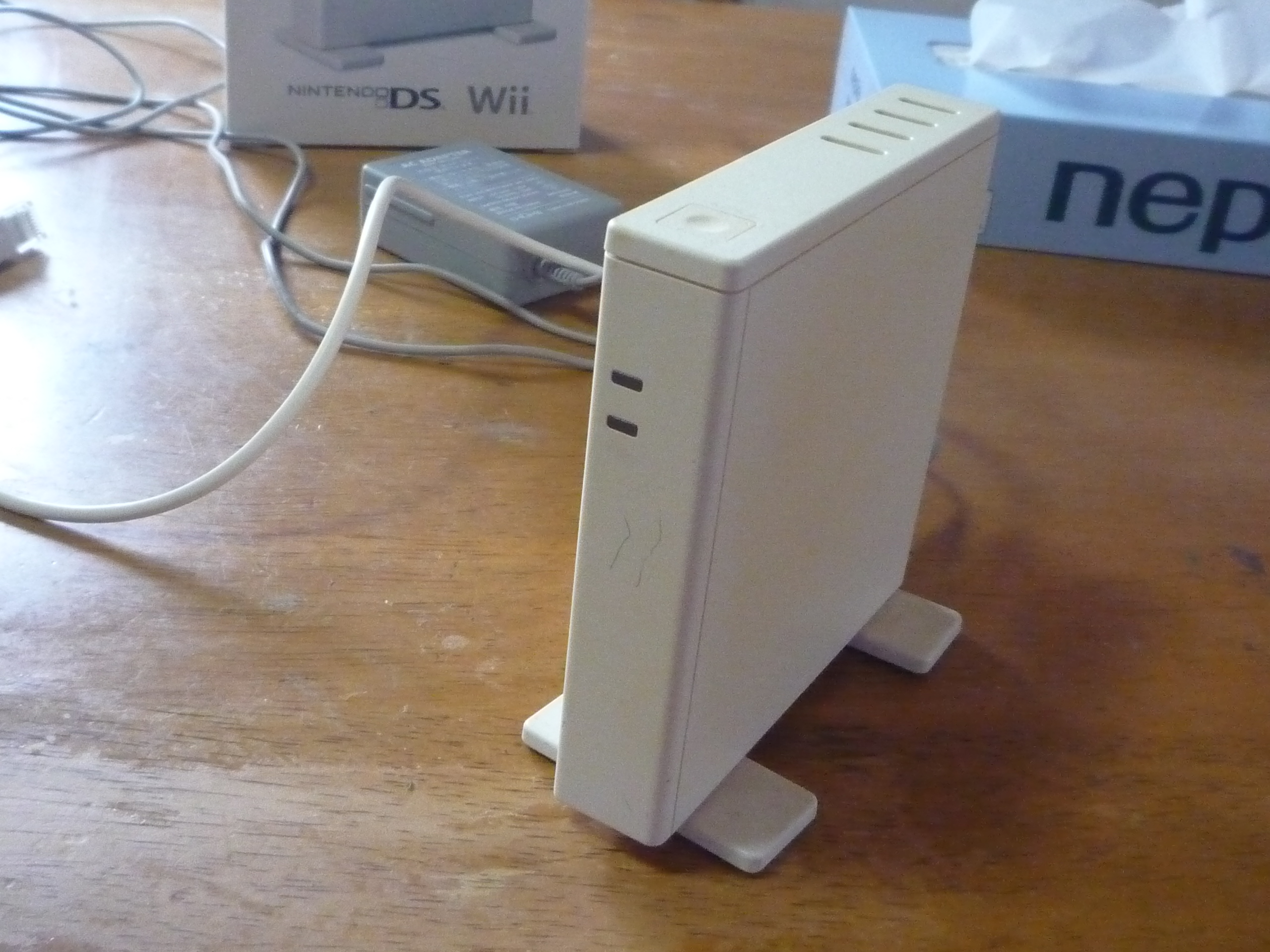
ニンテンドーWi-Fiネットワークアダプタ

ニンテンドーWi-Fiネットワークアダプタ（ニンテンドー・ワイファイ・ネットワーク・アダプタ）は、かつて任天堂より販売されていたニンテンドーDS（以下DS）、Wii、ニンテンドー3DS（以下3DS）、Wii U向けの無線LANルーター（無線LANアクセスポイント）である。2008年9月18日発売。価格は2012年1月までは5,800円（税込）だったが2012年2月よりオープン価格に変更された。その後2013年10月に製造・出荷を終了した。型番は「WAP-001」。開発協力はバッファロー社。
現在は発売から10年以上経ったことでセキュリティ面で新たな脆弱性が確認されており、任天堂は2022年より使用中止を呼びかけている。

## 概要
IEEE 802.11b/g準拠の無線LANルーターで、ニンテンドーDS・Wiiなどの任天堂ゲーム機をネットワークに接続することができる。初期設定は自動で行ってくれるが、詳細設定（本機では「詳細ホームページ」と呼ばれる）を行う時に、パソコンが必要となる。
アクセスポイントの一種であるため、パソコンなどのゲーム機以外の機種や、後に発売されたNintendo Switch等のゲーム機でも使用自体は可能。ただし、DS・Wii・3DS・Wii U以外の機器は動作及びサポート保証外であるほか、上記の通り現在の使用はセキュリティ保護の観点から推奨されていない。

### AOSS対応

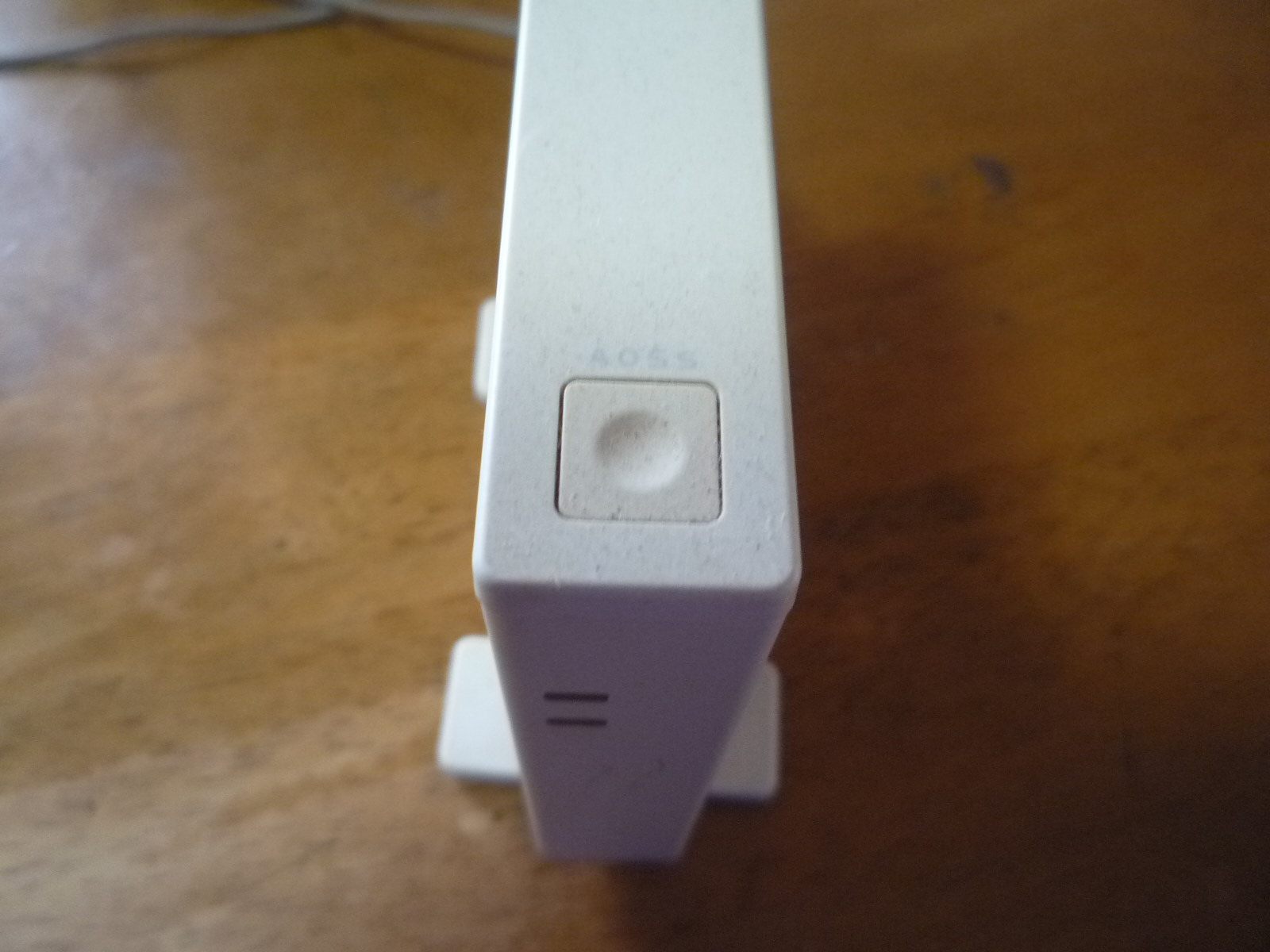
AOSSボタン

バッファロー社の無線LAN設定システムである「AOSS」をサポートしているため、DSやWii、3DSとの接続設定は簡単に行うことができる。

### マルチセキュリティ
従来の無線LANルーターでは複数の暗号化方式を同時に使用できない場合が多かった。そのため、WEPにしか対応していないDSと接続すると、その他の無線LAN対応機器がたとえ強固な暗号化方式であるWPA（TKIP・CCMP）やWPA2（TKIP・CCMP）に対応していても、全てWEPに統一して設定せざるを得ない。
この事態を避けるために複数の暗号化方式を併用できる「マルチセキュリティ」機能が備わっている。そのため、DSを使用していても、その他の機器ではより強固なWPAやWPA2で通信することができる。なお、本製品の登場と前後してマルチセキュリティ機能搭載無線LANルーターの普及が進んでいる。

### 自動モード切替
接続したインターネット回線を判別して自動的にルーターモードとブリッジモードの動作切替えを行ってくれる。なお、本体背面の切替えスイッチにより手動の切替えも可能。

## 型番・周辺機器
| 型番    | 名称                                                | 備考 |
| ------- | --------------------------------------------------- | --- |
| WAP-001 | ニンテンドーWi-Fiネットワークアダプタ               | 2008年9月18日発売。基本的なルータの機能を持つ。 |
| WAP-002 | ニンテンドーWi-Fiネットワークアダプタ専用ACアダプタ | ニンテンドーWi-Fiネットワークアダプタ付属。ニンテンドーDSi/DSi LL・ニンテンドー3DS/3DS LL・Newニンテンドー3DS/New 3DS LL・ニンテンドー2DS・Newニンテンドー2DS LLと共用。 |